# Felixstowe F5
Felixstowe F5 var en brittisk flygbåt som användes för spaning och transportflygning.
Flygbåten konstruerades vid Royal Navy Air Station (RNAS) i Felixstowe av John Cyrill Porte. Port som anställdes vid Curtiss i USA 1913 återvände under första världskriget till England där han utsågs till chef för RNAS.  
Vid konstruktionsframtagandet ville man förena Felixstowe F2 goda flygegenskaper med Felixstowe F3 större lastkapacitet. Man provflög första prototypen i maj 1918, men ledningen för Royal Navy ansåg att man borde konstruera om vissa delar av flygbåten så att delar från Felixstowe F3 kunde användas vid serietillverkningen. Resultatet blev att F5 fick lägre prestanda än både F2 och F3. Tillverkningen av flygbåten lades ut på flera företag bland annat tillverkade S.E. Saunders i Cowes drygt etthundra exemplar, 10 stycken tillverkades av Aircraft Manufacturing i Hendon. 
Flygbåten kom i aktiv tjänst först när kriget var över, där den ersatte de tidigare modellerna av Felixstowe och Curtiss flygbåtar. Den var kvar i tjänst som Royal Air Force (RAF)s standardflygbåt fram till augusti 1925 då den ersattes av till Supermarine Southampton. 
US Navy valde 1918 Felixstowe F5 som sin standardflygbåt och licenstillverkning i USA inleddes samma år.

## Varianter
- Felixstowe F5 - grundmodellen utvecklad ur F3 med större spännvidd. Flygplanet blev RAF standardflygbåt efter första världskriget fram till 1925.
- Felixstowe F5L - Amerika tillverkad variant med Liberty motorer, 60 stycken vid Curtiss, 30 stycken vid Canadian Aeroplanes i Toronto och 138 stycken vid US Naval Aircraft Factory.